# 李洼峡组
李洼峡组是位于中国宁夏固原以及陕西、甘肃等地的下白垩世地层，1959年由石油部银川石油勘探局一二五队命名。该地层以灰白、灰绿、紫红、蓝灰色砂岩、泥岩、泥灰岩、灰岩为主。